# 室女座61c
室女座61c（61 Virginis c，61 Vir c）是一顆環繞視星等五等黃矮星室女座61的太陽系外行星。

## 概要
室女座61b的質量下限是地球質量的18.2倍，因此可能是類似天王星和海王星的類木行星。它和母恆星的距離只有0.2175天文單位，相當於日地距離的五分之一，軌道離心率0.14。室女座61c於2009年12月14日由凱克天文台和英澳天文台以徑向速度法發現。

## 外部連結
- Jean Schneider. . Extrasolar Planets Encyclopaedia. 2011  [10 October 2011]. （原始内容存档于2012-06-01）.